# دولوميو (إزار)
دولوميو هي بلدية في إزار في جنوب شرق فرنسا.